# Васкони

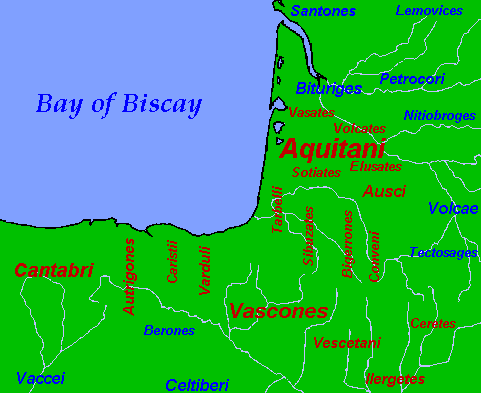
Найдавніше населення узбережжя Біскайської затоки. Синім кольором позначені індоєвропейські народи, червоним — імовірно, доіндоєвропейські. Найбільшими племенами були аквітани, васкони та кантабри

Васкони (лат. Vascones, од. год. Vasco) — стародавній народ, який на час римської навали населяв регіон нинішніх іспанських провінцій Наварра, Ла-Ріоха і північний захід Арагона. Васкони є предками сучасних басків, які успадкували їхню назву.

## Римський період
На відміну від аквітанів і кантабрів, васконам вдалося шляхом переговорів домогтися для себе певного статусу в Римській імперії. Під час війни проти Квінта Серторія Помпей заснував свою штаб-квартиру на території васконів, де на її місці виникло місто Помпело, пізніше Памплона. На околицях Памплони романізація була сильною, проте в горах вона торкнулася лише території біля шахт.
У 4-5 ст. на васконській території неодноразово спалахували повстання.

## Раннє Середньовіччя
У 407 р. васконські війська за наказом римських воєначальників Дідіма і Верініана відбили наступ вандалів, аланів та свевів. У 409 р. германці і сармати безперешкодно пройшли їхніми землями до Іспанії. Як відповідь римляни віддали Галльську Аквітанію і Тарраконську Іспанію вестготам в сплату за їх союзницьку діяльність. Вестготам невдовзі вдалося витіснити вандалів до Африки.
Васконам вдалося заснувати автономне герцогство під владою Меровінгів ; де проходив південний кордон герцогства, історикам неясно. Пізніше герцогство перетворилося на провінцію Гасконь. Після вторгнення арабів та відвоювання території Карлом Мартеллом територія Васконії на південь від Піренеїв була включена до складу Памплонського герцогства. Коли Карл Великий зніс стіни міста, зазнавши невдачі під час штурму Сарагоси, на помсту васкони розгромили його ар'єргард у Битві в Ронсевальській ущелині. Пізніше тут було засновано Наваррське (Памплонське) королівство.